# Râul Barcău, Leveleș
Râul Barcău este un curs de apă, afluent al râului Leveleș. 